# Constantin Feldzer
Constantin Feldzer, né le 12 octobre 1909 à Kiev (Empire Russe) et mort le 29 décembre 1988 à Paris, était un aviateur français de la Seconde Guerre mondiale. Il a combattu au sein du groupe de chasse « Normandie » en URSS et est Compagnon de la Libération.

## Biographie
Constantin Feldzer est né en Russie d'un père né à Moscou et déménage à Kiev par raison de travail.
Il fait ses études en France. Ayant effectué son service dans l'aviation en 1929, il obtient le brevet militaire de pilote. Sergent pilote, il convoie des avions militaires pour les combattants républicains espagnols pendant la guerre d'Espagne en 1936.
En 1940, pendant la Campagne de France, l'adjudant Feldzer du Groupe de chasse 3/10 abat un chasseur allemand Messerschmitt BF 109. Il est reconnu pour ses dons exceptionnels de pilotage.
Voulant continuer le combat malgré la défaite, il part avec des camarades à Alger en avion puis tente de regagner Gibraltar en bateau. Malheureusement, les conditions météorologiques les obligent à accoster à Ibiza où ils sont capturés par des miliciens espagnols. Extradés, ils sont emprisonnés en France à Céret. Il réussit à s'évader en décembre 1940 pour Alger mais est condamné à un an de prison. Il fait une grève de la faim peandant 7 jours et est finalement libéré le 25 mai 1942.
En janvier 1943, il vole sur Spitfire au sein du Groupe de chasse 2/7 pendant la campagne de Tunisie (40 missions de guerre). En juin 1943, il abat un bombardier léger allemand Ju-88.
Il est ensuite envoyé au Groupe de chasse 3 Normandie où il effectue 30 missions de guerre sur le front de l'Est en tant que chef de patrouille à bord de Yak 3. Il parle russe, sa langue paternelle et est surnommé "Kostia". Lors d'un engagement en infériorité numérique face aux allemands, il est descendu en Russe orientale le 1er août 1944. Il est fait prisonnier par les allemands. Gravement blessé, il reste aveugle pendant 8 jours.
Le 6 mars 1945, il s'évade des camps allemands de prisonniers russes et réussit à traverser le front allemand et rejoindre les lignes américaines.
Le 30 juin 1945, il se porte volontaire pour combattre les japonais.
La fin de la guerre ne lui en laissera pas la possibilité mais il reste dans l'Armée de l'air comme capitaine(peut-être bloqué dans son avancement par ses positions anti-vichyssoises). Il est à noter que plusieurs sources le place au grade d'aspirant mais l'Armée de l'air a donné comme nom de baptême de la promotion des officiers issus du rang 2015 "promotion capitaine Constantin Feldzer".
Il devient conservateur adjoint au Musée de l'Air. Placé en congé du personnel, il occupe ensuite différentes fonctions dans le civil (constructeur de maison pour l'abbé Pierre, charbonnages de France, Banque de Suez),.

## Œuvres
- Constantin Feldzer, On y va ! : Un pilote du « Normandie » raconte, Boulogne, Axis, 1987, 482 p. (ISBN 2-402-47599-4, EAN 978-2-40247-599-0, lire en ligne).

## Distinctions
- Commandeur de la Légion d'honneur
- Compagnon de la Libération[6]  (décret du 28 mai 1945)[5]
- Croix de guerre 1939-1945 (5 citations)
- Médaille de la Résistance française avec rosette
- Médaille des blessés de guerre
- Médaille des évadés
- Médaille de l'Aéronautique
- Ordre de la Guerre patriotique de seconde classe (URSS), oukase du 23 février 1945)
- Ordre de la Guerre patriotique de première classe (URSS), 1985
- Médaille pour la victoire sur l'Allemagne dans la Grande Guerre patriotique de 1941-1945 (URSS)
- Ordre du Mérite aéronautique (Brésil)